# Albersdorf (Türingia)
Albersdorf település Németországban, azon belül Türingiában. Lakosainak száma 295 fő (2023. december 31.). Albersdorf Bürgel, Scheiditz, Ruttersdorf-Lotschen, Bobeck és Waldeck községekkel határos.

## Fekvése
Hermsdorftól nyugatra fekvő település.

## Népesség
A település népességének változása:
| Lakosok száma | 274  | 285  | 288  | 306  | 310  | 295  |
|               | 2014 | 2017 | 2019 | 2021 | 2022 | 2023 |